# Brinjetunneln
Brinjetunneln (kroatiska: Tunel Brinje) är en fyrfilig vägtunnel i Kroatien. Den har två tunnelrör varav det längsta är 1 542 m långt. Tunneln ligger längs med motorvägen A1 som förbinder landets två största städer, huvudstaden Zagreb och Split, med vidare sträckning mot Dubrovnik. Den öppnades för trafik 2004 och utsågs 2007 av EuroTap (European Tunnel Assessment Programme) till den säkraste tunneln i Europa.

### Fotnoter
1. ↑  Kroatiska motorvägar AB (kroatiska) Arkiverad 4 juli 2011 hämtat från the Wayback Machine.
2. ↑  Tunnelintelligence.com (engelska) Arkiverad 28 juli 2011 hämtat från the Wayback Machine.
3. ↑  EuroTap (engelska) Arkiverad 13 juni 2010 hämtat från the Wayback Machine.